# Tomasz Ptak
Tomasz Ptak (ur. 9 lutego 1992 w Braniewie) – polski piłkarz występując na pozycji bramkarza w Zatoce Braniewo.

## Życiorys
Tomasz Ptak jest wychowankiem Zatoki Braniewo. Następnie grał m.in. w takich klubach jak Sparta Szamotuły, Jagiellonia Białystok, Stomil Olsztyn oraz Zagłębie Lubin. Na swoim koncie ma 17 meczów w ekstraklasie oraz powołanie do młodzieżowej reprezentacji Polski. Następnie powrócił do Zatoki Braniewo.

## Statystyki
(aktualne na dzień 10 maja 2014)
| Klub                  | Sezon              | Liga               | Liga  | Liga   | Puchar Polski | Puchar Polski | Suma  | Suma   |
| Klub                  | Sezon              | Liga               | Mecze | Bramki | Mecze         | Bramki        | Mecze | Bramki |
| --------------------- | ------------------ | ------------------ | ----- | ------ | ------------- | ------------- | ----- | ------ |
| Górnik Konin          | 2010/11 (j)        | III liga           | 14    | 0      | –             | –             | 14    | 0      |
| Jagiellonia Białystok | 2011/12            | Ekstraklasa        | 9     | 0      | 0             | 0             | 9     | 0      |
| Stomil Olsztyn (wyp.) | 2012/13 (j)        | I liga             | 17    | 0      | 0             | 0             | 17    | 0      |
| Motor Lublin (wyp.)   | 2012/13 (w)        | II liga            | 14    | 0      | –             | –             | 14    | 0      |
| Zagłębie Lubin        | 2013/14            | Ekstraklasa        | 6     | 0      | 0             | 0             | 6     | 0      |
| Ogólnie w karierze    | Ogólnie w karierze | Ogólnie w karierze | 60    | 0      | 0             | 0             | 60    | 0      |